# Stabæk Fotball 2020
Questa voce raccoglie le informazioni riguardanti lo Stabæk Fotball nelle competizioni ufficiali della stagione 2020.

## Stagione
A causa della pandemia di COVID-19, il 12 marzo 2020 è stato reso noto che la Norges Fotballforbund aveva inizialmente rinviato l'inizio dell'attività calcistica al 15 aprile. A seguito della decisione del ministero della cultura di vietare la ripresa delle attività fino al 15 giugno, i calendari del campionato sono stati ancora rimodulati. Il 7 maggio, il ministro della cultura Abid Raja ha confermato che l'Eliteserien sarebbe ricominciata il 16 giugno. Il 12 giugno, Raja ha reso noto che sarebbe stata permessa una capienza massima di 200 spettatori. Dal 30 settembre, la capienza è stata aumentata a 600 spettatori.
Il 10 settembre 2020, la Norges Fotballforbund – dopo diversi rinvii – ha dovuto annullare l'edizione stagionale del Norgesmesterskapet, a causa dell'impossibilità di disputare tutte le partite previste a causa della condensazione del calendario del campionato. Anche il calciomercato è stato organizzato quindi diversamente, con una sessione estiva e una autunnale.
Lo Stabæk ha chiuso l'annata all'8º posto finale. Oliver Edvardsen e Marcus Sandberg sono stati i giocatori più utilizzati in stagione, a quota 30 presenze. Oliver Edvardsen è stato invece il miglior marcatore, con 6 reti.

## Maglie e sponsor
Lo sponsor tecnico per la stagione 2020 è stato Macron, mentre lo sponsor ufficiale è stato SpareBank 1 Østlandet. La divisa casalinga era composta da una maglietta blu con strisce azzurre, pantaloncini e calzettoni blu. Quella da trasferta era invece costituita da un completo bianco, con rifiniture di colore blu scuro.
| Casa | Trasferta |

## Rosa
| N. |                           | Ruolo | Calciatore           |
| -- | ------------------------- | ----- | -------------------- |
| 2  | Norvegia (bandiera)       | D     | Jørgen Olsen Øveraas |
| 3  | Norvegia (bandiera)       | D     | Yaw Amankwah         |
| 4  | Norvegia (bandiera)       | D     | Gustav Valsvik       |
| 5  | Norvegia (bandiera)       | D     | Mats Solheim         |
| 6  | Costa d'Avorio (bandiera) | C     | Luc Kassi            |
| 7  | Norvegia (bandiera)       | C     | Jesper Isaksen       |
| 8  | Norvegia (bandiera)       | C     | Emil Bohinen         |
| 9  | Paesi Bassi (bandiera)    | A     | Darren Maatsen       |
| 10 | Svezia (bandiera)         | A     | Marcus Antonsson     |
| 10 | Stati Uniti (bandiera)    | C     | Romain Gall          |
| 11 | Norvegia (bandiera)       | A     | Kornelius Hansen     |
| 12 | Svezia (bandiera)         | P     | Marcus Sandberg      |
| 14 | Norvegia (bandiera)       | C     | Kristian Torgersen   |
| 15 | Norvegia (bandiera)       | D     | Sturla Ottesen       |
| 16 | Norvegia (bandiera)       | D     | Andreas Hanche-Olsen |
| 17 | Taiwan (bandiera)         | A     | Will Donkin          |
| 18 | Norvegia (bandiera)       | D     | Jeppe Moe            |
| 19 | Giappone (bandiera)       | A     | Kōsuke Kinoshita     |

| N. |                      | Ruolo | Calciatore               |
| -- | -------------------- | ----- | ------------------------ |
| 20 | Norvegia (bandiera)  | A     | Erik Botheim             |
| 21 | Norvegia (bandiera)  | C     | Magnus Lundal            |
| 22 | Danimarca (bandiera) | C     | Sammy Skytte             |
| 23 | Norvegia (bandiera)  | A     | Oliver Edvardsen         |
| 24 | Norvegia (bandiera)  | C     | Kaloyan Kostadinov       |
| 25 | Norvegia (bandiera)  | C     | Hugo Vetlesen            |
| 26 | Norvegia (bandiera)  | D     | Emil Jonassen            |
| 27 | Norvegia (bandiera)  | D     | Nicolas Pignatel Jenssen |
| 28 | Norvegia (bandiera)  | C     | Philip Schie             |
| 29 | Norvegia (bandiera)  | D     | Mathis Haugen            |
| 30 | Norvegia (bandiera)  | D     | Peder Vogt               |
| 31 | Norvegia (bandiera)  | D     | Olav Veum                |
| 32 | Norvegia (bandiera)  | P     | Viktor Engh              |
| 67 | Belgio (bandiera)    | C     | Tortol Lumanza           |
| 72 | Slovenia (bandiera)  | A     | Filip Valenčič           |
| 84 | Norvegia (bandiera)  | P     | Jonas Brauti             |
| 88 | Norvegia (bandiera)  | D     | Christopher Cheng        |

## Calciomercato

### Sessione invernale(dal 09/01 al 01/04)
| Arrivi           | Arrivi            | Arrivi    | Arrivi        |
| R.               | Nome              | da        | Modalità      |
| ---------------- | ----------------- | --------- | ------------- |
| D                | Emil Jonassen     |           | svincolato    |
| D                | Mats Solheim      |           | svincolato    |
| C                | Jesper Isaksen    |           | svincolato    |
| C                | Romain Gall       | Malmö FF  | prestito      |
| A                | Fitim Azemi       | Vålerenga | definitivo    |
| A                | Will Donkin       |           | svincolato    |
| Altre operazioni |                   |           |               |
| R.               | Nome              | da        | Modalità      |
| D                | Morten Renå Olsen | Notodden  | fine prestito |
| A                | Oscar Aga         | Grorud    | fine prestito |

| Partenze | Partenze                  | Partenze    | Partenze      |
| R.       | Nome                      | a           | Modalità      |
| -------- | ------------------------- | ----------- | ------------- |
| P        | Simen Lillevik Kjellevold |             | svincolato    |
| D        | Vadim Demidov             |             | ritiro        |
| D        | Ronald Hernández          | Aberdeen    | definitivo    |
| D        | Morten Renå Olsen         | Strømmen    | definitivo    |
| D        | Steinar Strømnes          | HamKam      | definitivo    |
| C        | Kristoffer Askildsen      | Sampdoria   | prestito      |
| C        | Raymond Gyasi             |             | svincolato    |
| C        | Sammy Skytte              | Midtjylland | fine prestito |
| C        | Youssef Toutouh           | Aarhus      | fine prestito |
| A        | Oscar Aga                 | Grorud      | prestito      |
| A        | Daniel Braaten            |             | svincolato    |
| A        | Herman Geelmuyden         | PSV         | definitivo    |
| A        | Kasper Junker             | Horsens     | fine prestito |
| A        | Sindre Mauritz-Hansen     |             | svincolato    |
| A        | Matthew Rusike            |             | ritiro        |

### Sessione estiva(dal 10/06 al 30/06)
| Arrivi | Arrivi               | Arrivi | Arrivi     |
| R.     | Nome                 | da     | Modalità   |
| ------ | -------------------- | ------ | ---------- |
| D      | Jørgen Olsen Øveraas |        | svincolato |
| A      | Kornelius Hansen     |        | svincolato |
| A      | Darren Maatsen       |        | svincolato |

| Partenze | Partenze        | Partenze | Partenze   |
| R.       | Nome            | a        | Modalità   |
| -------- | --------------- | -------- | ---------- |
| A        | Fitim Azemi     | Tromsø   | definitivo |
| A        | Ola Brynhildsen | Molde    | definitivo |

### Tra la sessione estiva e la sessione autunnale
| Arrivi | Arrivi       | Arrivi    | Arrivi   |
| R.     | Nome         | da        | Modalità |
| ------ | ------------ | --------- | -------- |
| A      | Erik Botheim | Rosenborg | prestito |

| Partenze | Partenze | Partenze | Partenze |
| R.       | Nome     | a        | Modalità |
| -------- | -------- | -------- | -------- |

### Sessione autunnale(dall'08/09 al 05/10)
| Arrivi | Arrivi           | Arrivi     | Arrivi     |
| R.     | Nome             | da         | Modalità   |
| ------ | ---------------- | ---------- | ---------- |
| D      | Sturla Ottesen   | Kjelsås    | definitivo |
| D      | Gustav Valsvik   | Rosenborg  | definitivo |
| C      | Sammy Skytte     | Bodø/Glimt | definitivo |
| A      | Marcus Antonsson | Malmö FF   | prestito   |

| Partenze | Partenze             | Partenze    | Partenze   |
| R.       | Nome                 | a           | Modalità   |
| -------- | -------------------- | ----------- | ---------- |
| D        | Andreas Hanche-Olsen | Gent        | definitivo |
| C        | Jesper Isaksen       | Jerv        | prestito   |
| C        | Hugo Vetlesen        | Bodø/Glimt  | definitivo |
| A        | Will Donkin          | Balzan      | definitivo |
| A        | Filip Valenčič       | Inter Turku | definitivo |

## Risultati

### Eliteserien

#### Girone di andata
| Stabekk 16 giugno 2020, ore 18:00 1ª giornata | Stabæk        | 0 – 0 referto | Mjøndalen | Nadderud Stadion (200 spett.)\| Arbitro: \| Hansen (Feda) \| |
| Arbitro:                                      | Hansen (Feda) |               |           |                                                              |

| Arbitro: | Saggi (Drammen) |

|                                   |           |                         |
| Shala 16’ Vilhjálmsson 72’ (rig.) | Marcatori | 38’ Kassi 40’ Edvardsen |

| Arbitro: | Skjerven (Kaupanger) |

|                               |           |  |
| Hanche-Olsen 30’ Vetlesen 82’ | Marcatori |  |

| Arbitro: | Saggi (Drammen) |

|                                                               |           |              |
| Wolff Eikrem 20’ Knudtzon 55’ James 59’ Omoijuanfo 90’ (rig.) | Marcatori | 61’ Vetlesen |

| Arbitro: | Hobber Nilsen (Oslo) |

|                 |           |  |
| Hansen 33’, 41’ | Marcatori |  |

| Arbitro: | Moen (Haugesund) |

|  |           |                                            |
|  | Marcatori | 59’ Valsvik 66’ Islamović 73’ Zachariassen |

| Arbitro: | Aslam |

|           |           |                               |
| Sørmo 12’ | Marcatori | 14’ (rig.) Bohinen 88’ Hansen |

| Arbitro: | Hansen (Feda) |

|              |           |              |
| Vetlesen 43’ | Marcatori | 46’ Soltvedt |

| Arbitro: | Saggi (Drammen) |

|                   |           |                                                    |
| Bolkan Nordli 42’ | Marcatori | 7’ Kinoshita 60’ Edvardsen 87’ (rig.) Hanche-Olsen |

| Kristiansand 26 luglio 2020, ore 18:00 10ª giornata | Start        | 0 – 0 referto | Stabæk | Sparebanken Sør Arena (200 spett.)\| Arbitro: \| Hagen (Grue) \| |
| Arbitro:                                            | Hagen (Grue) |               |        |                                                                  |

| Arbitro: | Smehus Kringstad (Oslo) |

|                        |           |                        |
| Solheim 23’ Hansen 61’ | Marcatori | 13’ Saltnes 18’ Junker |

| Arbitro: | Steen (Bergen) |

|                            |           |                    |
| Velde 39’, 45’, 90’ (rig.) | Marcatori | 77’ (rig.) Bohinen |

| Arbitro: | Saggi (Drammen) |

|  |           |             |
|  | Marcatori | 69’ Bakenga |

| Arbitro: | Hansen Grøtta |

|                                    |           |                                      |
| Berisha 42’, 58’ (rig.) Bytyqi 53’ | Marcatori | 22’ Lundal 29’ Bohinen 81’ Kinoshita |

| Arbitro: | Hansen (Feda) |

|  |           |                      |
|  | Marcatori | 12’ Taylor 90’ Bamba |

#### Girone di ritorno
| Arbitro: | Skjerven (Kaupanger) |

|                               |           |                            |
| Tagseth 12’ Børven 55’ (rig.) | Marcatori | 48’ Vetlesen 84’ Edvardsen |

| Arbitro: | Aslam |

|                              |           |                         |
| Hanche-Olsen 12’ Maatsen 76’ | Marcatori | 33’ (aut.) Hanche-Olsen |

| Arbitro: | Hagen (Grue) |

|                      |           |  |
| Rashani 27’ Ruud 77’ | Marcatori |  |

| Arbitro: | Amland (Bergen) |

|                       |           |  |
| Kassi 69’ Solheim 81’ | Marcatori |  |

| Arbitro: | Hansen Grøtta |

|                                                |           |  |
| Dyrestam 10’ Heintz 16’ Lindseth 23’ Utvik 26’ | Marcatori |  |

| Arbitro: | Hafsås (Trondheim) |

|                                                   |           |  |
| Bohinen 39’ Edvardsen 52’ Solheim 58’ Valsvik 81’ | Marcatori |  |

| Arbitro: | Smehus Kringstad (Oslo) |

|            |           |               |
| Barmen 75’ | Marcatori | 51’ Edvardsen |

| Arbitro: | Saggi (Drammen) |

|           |           |            |
| Kassi 31’ | Marcatori | 41’ Bytyqi |

| Sandefjord 8 novembre 2020, ore 18:00 24ª giornata | Sandefjord    | 0 – 0 referto | Stabæk | Release Arena (200 spett.)\| Arbitro: \| Hansen Grøtta \| |
| Arbitro:                                           | Hansen Grøtta |               |        |                                                           |

| Arbitro: | Hagen (Grue) |

|  |           |                              |
|  | Marcatori | 45’, 85’ James 81’ Gregersen |

| Arbitro: | S. Smehus Kringstad (Oslo) |

|  |           |            |
|  | Marcatori | 2’ Bohinen |

| Arbitro: | Hafsås (Trondheim) |

|               |           |                |
| Antonsson 65’ | Marcatori | 9’ Kjartansson |

| Arbitro: | Amland (Bergen) |

|                                                            |           |                    |
| Zinckernagel 3’, 51’ Junker 12’ (rig.) Saltnes 19’ Fet 68’ | Marcatori | 90’, 90’ Kinoshita |

| Arbitro: | Saggi (Drammen) |

|                                 |           |                          |
| Edvardsen 55’ Olsen Øveraas 65’ | Marcatori | 80’ Moumbagna 84’ Psyché |

| Arbitro: | Steen (Bergen) |

|  |           |                                           |
|  | Marcatori | 44’ Hansen 79’, 85’ Maatsen 90’ Kinoshita |

## Statistiche

### Statistiche di squadra
| Competizione | Punti | In casa | In casa | In casa | In casa | In casa | In casa | In trasferta | In trasferta | In trasferta | In trasferta | In trasferta | In trasferta | Totale | Totale | Totale | Totale | Totale | Totale | DR |
| Competizione | Punti | G       | V       | N       | P       | Gf      | Gs      | G            | V            | N            | P            | Gf           | Gs           | G      | V      | N      | P      | Gf     | Gs     | DR |
| ------------ | ----- | ------- | ------- | ------- | ------- | ------- | ------- | ------------ | ------------ | ------------ | ------------ | ------------ | ------------ | ------ | ------ | ------ | ------ | ------ | ------ | -- |
| Eliteserien  | 39    | 15      | 5       | 6       | 4       | 19      | 17      | 15           | 4            | 6            | 5            | 22           | 28           | 30     | 9      | 12     | 9      | 41     | 45     | -4 |
| Totale       | -     | 15      | 5       | 6       | 4       | 19      | 17      | 15           | 4            | 6            | 5            | 22           | 28           | 30     | 9      | 12     | 9      | 41     | 45     | -4 |

### Andamento in campionato
| Giornata  | 1 | 2  | 3 | 4 | 5 | 6 | 7 | 8 | 9 | 10 | 11 | 12 | 13 | 14 | 15 | 16 | 17 | 18 | 19 | 20 | 21 | 22 | 23 | 24 | 25 | 26 | 27 | 28 | 29 | 30 |
| --------- | - | -- | - | - | - | - | - | - | - | -- | -- | -- | -- | -- | -- | -- | -- | -- | -- | -- | -- | -- | -- | -- | -- | -- | -- | -- | -- | -- |
| Luogo     | C | T  | C | T | C | C | T | C | T | T  | C  | T  | C  | T  | C  | T  | C  | T  | C  | T  | C  | T  | C  | T  | C  | T  | C  | T  | C  | T  |
| Risultato | N | N  | V | P | V | P | V | N | V | N  | N  | P  | P  | N  | P  | N  | V  | P  | V  | P  | V  | N  | N  | N  | P  | V  | N  | P  | N  | V  |
| Posizione | 8 | 10 | 6 | 9 | 6 | 9 | 6 | 7 | 5 | 5  | 6  | 7  | 8  | 7  | 8  | 9  | 7  | 9  | 8  | 9  | 8  | 7  | 7  | 8  | 9  | 8  | 8  | 9  | 8  | 9  |

Fonte:  Eliteserien 2020, su altomfotball.no, Altomfotball. URL consultato il 18 ottobre 2022 (archiviato dall'url originale il 20 settembre 2022).
Legenda:

Luogo: C = Casa; T = Trasferta. Risultato: V = Vittoria; N = Pareggio; P = Sconfitta.

### Statistiche dei giocatori
| Giocatore           | Eliteserien | Eliteserien | Eliteserien | Eliteserien | Coppa nazionale | Coppa nazionale | Coppa nazionale | Coppa nazionale | Coppe europee | Coppe europee | Coppe europee | Coppe europee | Altre coppe | Altre coppe | Altre coppe | Altre coppe | Totale   | Totale | Totale      | Totale     |
| Giocatore           | Presenze    | Reti        | Ammonizioni | Espulsioni  | Presenze        | Reti            | Ammonizioni     | Espulsioni      | Presenze      | Reti          | Ammonizioni   | Espulsioni    | Presenze    | Reti        | Ammonizioni | Espulsioni  | Presenze | Reti   | Ammonizioni | Espulsioni |
| ------------------- | ----------- | ----------- | ----------- | ----------- | --------------- | --------------- | --------------- | --------------- | ------------- | ------------- | ------------- | ------------- | ----------- | ----------- | ----------- | ----------- | -------- | ------ | ----------- | ---------- |
| Y. Amankwah         | 20          | 0           | 2           | 0           |                 |                 |                 |                 |               |               |               |               |             |             |             |             | 20       | 0      | 2           | 0          |
| M. Antonsson        | 10          | 1           | 1           | 0           |                 |                 |                 |                 |               |               |               |               |             |             |             |             | 10       | 1      | 1           | 0          |
| E. Bohinen          | 24          | 5           | 5           | 0           |                 |                 |                 |                 |               |               |               |               |             |             |             |             | 24       | 5      | 5           | 0          |
| E. Botheim          | 15          | 0           | 2           | 0           |                 |                 |                 |                 |               |               |               |               |             |             |             |             | 15       | 0      | 2           | 0          |
| J. Brauti           | 0           | 0           | 0           | 0           |                 |                 |                 |                 |               |               |               |               |             |             |             |             | 0        | 0      | 0           | 0          |
| C. Cheng            | 0           | 0           | 0           | 0           |                 |                 |                 |                 |               |               |               |               |             |             |             |             | 0        | 0      | 0           | 0          |
| W. Donkin           | 0           | 0           | 0           | 0           |                 |                 |                 |                 |               |               |               |               |             |             |             |             | 0        | 0      | 0           | 0          |
| O. Edvardsen        | 30          | 6           | 2           | 0           |                 |                 |                 |                 |               |               |               |               |             |             |             |             | 30       | 6      | 2           | 0          |
| V. Engh             | 0           | 0           | 0           | 0           |                 |                 |                 |                 |               |               |               |               |             |             |             |             | 0        | 0      | 0           | 0          |
| R. Gall             | 10          | 0           | 0           | 0           |                 |                 |                 |                 |               |               |               |               |             |             |             |             | 10       | 0      | 0           | 0          |
| A. Hanche-Olsen     | 18          | 3           | 5           | 0           |                 |                 |                 |                 |               |               |               |               |             |             |             |             | 18       | 3      | 5           | 0          |
| K. Hansen           | 27          | 5           | 1           | 0           |                 |                 |                 |                 |               |               |               |               |             |             |             |             | 27       | 5      | 1           | 0          |
| M. Haugen           | 0           | 0           | 0           | 0           |                 |                 |                 |                 |               |               |               |               |             |             |             |             | 0        | 0      | 0           | 0          |
| J. Isaksen          | 9           | 0           | 0           | 0           |                 |                 |                 |                 |               |               |               |               |             |             |             |             | 9        | 0      | 0           | 0          |
| E. Jonassen         | 20          | 0           | 2           | 0           |                 |                 |                 |                 |               |               |               |               |             |             |             |             | 20       | 0      | 2           | 0          |
| L. Kassi            | 15          | 3           | 0           | 0           |                 |                 |                 |                 |               |               |               |               |             |             |             |             | 15       | 3      | 0           | 0          |
| K. Kinoshita        | 22          | 5           | 1           | 0           |                 |                 |                 |                 |               |               |               |               |             |             |             |             | 22       | 5      | 1           | 0          |
| K. Kostadinov       | 12          | 0           | 2           | 0           |                 |                 |                 |                 |               |               |               |               |             |             |             |             | 12       | 0      | 2           | 0          |
| T. Lumanza          | 23          | 0           | 1           | 0           |                 |                 |                 |                 |               |               |               |               |             |             |             |             | 23       | 0      | 1           | 0          |
| M. Lundal           | 14          | 1           | 0           | 0           |                 |                 |                 |                 |               |               |               |               |             |             |             |             | 14       | 1      | 0           | 0          |
| D. Maatsen          | 18          | 3           | 1           | 0           |                 |                 |                 |                 |               |               |               |               |             |             |             |             | 18       | 3      | 1           | 0          |
| J. Moe              | 0           | 0           | 0           | 0           |                 |                 |                 |                 |               |               |               |               |             |             |             |             | 0        | 0      | 0           | 0          |
| J. Olsen Øveraas    | 19          | 1           | 0           | 0           |                 |                 |                 |                 |               |               |               |               |             |             |             |             | 19       | 1      | 0           | 0          |
| S. Ottesen          | 9           | 0           | 1           | 0           |                 |                 |                 |                 |               |               |               |               |             |             |             |             | 9        | 0      | 1           | 0          |
| N. Pignatel Jenssen | 8           | 0           | 2           | 0           |                 |                 |                 |                 |               |               |               |               |             |             |             |             | 8        | 0      | 2           | 0          |
| M. Sandberg         | 30          | -45         | 1           | 0           |                 |                 |                 |                 |               |               |               |               |             |             |             |             | 30       | -45    | 1           | 0          |
| P. Schie            | 0           | 0           | 0           | 0           |                 |                 |                 |                 |               |               |               |               |             |             |             |             | 0        | 0      | 0           | 0          |
| S. Skytte           | 14          | 0           | 1           | 0           |                 |                 |                 |                 |               |               |               |               |             |             |             |             | 14       | 0      | 1           | 0          |
| M. Solheim          | 29          | 3           | 5           | 0           |                 |                 |                 |                 |               |               |               |               |             |             |             |             | 29       | 3      | 5           | 0          |
| K. Torgersen        | 1           | 0           | 0           | 0           |                 |                 |                 |                 |               |               |               |               |             |             |             |             | 1        | 0      | 0           | 0          |
| F. Valenčič         | 6           | 0           | 0           | 0           |                 |                 |                 |                 |               |               |               |               |             |             |             |             | 6        | 0      | 0           | 0          |
| G. Valsvik          | 10          | 1           | 1           | 0           |                 |                 |                 |                 |               |               |               |               |             |             |             |             | 10       | 1      | 1           | 0          |
| H. Vetlesen         | 19          | 4           | 3           | 0           |                 |                 |                 |                 |               |               |               |               |             |             |             |             | 19       | 4      | 3           | 0          |
| O. Veum             | 0           | 0           | 0           | 0           |                 |                 |                 |                 |               |               |               |               |             |             |             |             | 0        | 0      | 0           | 0          |
| P. Vogt             | 12          | 0           | 1           | 0           |                 |                 |                 |                 |               |               |               |               |             |             |             |             | 12       | 0      | 1           | 0          |